# Adina (opera)
Adina (wł.: Adina ossia Il califo di Bagdad) – opera buffa Gioacchina Rossiniego – farsa w jednym akcie, do której libretto napisał Gherardo Bevilacqua-Aldobrandini, jej premiera miała miejsce w Lizbonie 22 czerwca 1826 roku.

## Historia
Po napisaniu Mojżesza w Egipcie Rossini udał się w podróż po Włoszech, na swoisty urlop, w trakcie którego wiosną 1818 roku uczestniczył w otwarciu teatru w rodzinnym Pesaro, a następnie przybył się do Bolonii. W trakcie pobytu w Bolonii napisał na zamówienie Diega Ignacia de Pina Manique prefekta policji w Lizbonie i inspektora portugalskich teatrów za honorarium w wysokości 2000 lirów jednoaktówkę Adina ossia Il califo di Bagdad. Tekstu dostarczył boloński przyjaciel kompozytora, hrabia Gherardo Bevilacqua-Aldobrandini, który przerobił libretto Felice Romaniego Il califo e la schiava. Rossini nie przywiązywał dużej wagi do zamówienia, nie napisał nawet uwertury do utworu, a na pretensje Piny Manique odpowiedział, że umowa nie zobowiązywała go do tego. Opera została wystawiona 8 lat później w Lizbonie, wraz z II aktem Semiramidy i baletem i po jednym przestawieniu zeszła ze sceny. W 1963 roku pojawiła się ponownie jednorazowo w Sienie a w 1999, 2003 i 2018 roku na Rossini Opera Festivalu w Pesaro.

## Osoby i pierwsza obsada
| Rola    | Głos    | Premiera 22 czerwca 1826 (Pierwsza obsada) |
| ------- | ------- | ------------------------------------------ |
| Adina   | sopran  | Luigia Valesi                              |
| Selimo  | tenor   | Luigi Ravaglia                             |
| Ali     | tenor   | Gaspare Martinelli                         |
| Mustafa | bas     | Filippo Spada                              |
| Kalif   | baryton | Orazio Cartagenova                         |

## Treść
Selimo przybywa do Bagdadu w poszukiwaniu ukochanej Adiny, więzionej przez Kalifa. Ten chce ją poślubić, gdyż przypomina mu niegdyś kochaną kobietę. Przy próbie uprowadzenia Adiny z haremu Selimo zostaje schwytany. Kochankowie zostają skazani na śmierć. W ostatniej chwili Kalif odkrywa jednak, że Adina jest jego córką i zmarłej ukochanej faworyty.

## O operze
Adina jest typem sentymentalnej komedii muzycznej o tematyce orientalnej w rodzaju Mozartowskiego Uprowadzenia z seraju. Biografowie Rossiniego zbywają ją kilku nieprzychylnymi zdaniami lub w ogóle przemilczają. Utwór składa się w większości z autocytatów Rossiniego z wcześniejszej twórczości. Do oryginalnych stronic partytury należą: cavatina Adiny Fragolette fortunate, jej duet z Kalifem, chór Apri i begl’occhi al dì oraz dłuższa sekwencja, która od arii Adiny przechodzi w duet, a kończy się kwartetem.

## Nagranie
- Adani, Spina, Tadeo, Andreolli, Pedani, pod dyr. Rigacciego (Voce 1963)[3].